# ManRec
Pladeselskabet ManRec (1998-1999) var et pladeselskab startet af Thomas Blachman i 1998 sammen med sin søster Susi Blachman og koncertarrangøren Peter Fredsted Jacobsen. Det erklærede mål var at forny musikbranchen, ved at give nye talenter en chance og opfordre drevne musikere til at eksperimentere.
"Vedlagt det seneste nummer af tidsskriftet Euroman er en cd med numre fra ni af kollektionens 10 plader. Og i et interview i bladet udråber Blachman butikken til det næste årtusindes pladeselskab og forudser, at det vil tiltrække sig samme opmærksomhed som Storebæltsbroen." citat fra artikel i Politiken d. 31.10.1998.
Der var ingen begrænsning på hvilke genrer eller musiktyper pladeselskabet ville udgive.
ManRec udsendte cd'er hvert halve år i kollektioner af 8-10 styk på én gang. Det hele blev solgt via selskabets hjemmeside og en fysisk butik. Pladebutikken var minimalistisk indrettet med 20 høretelefoner, hvor man kunne høre selskabets cd'er inden man købte. Derudover kunne man også se de videoer, som selskabet producerede i samarbejde med Zentropa. 
Lokalerne var betalt af pladeselskabet Universal Music Group, der til gengæld havde forkøbsret til materialet efter et halvt år.
Konceptet med kollektioner og butikkens specielle indretning var inspireret af modeverdenen. Butiksindretningen og pladecovers var designet af Johannes Torpe. 
Pladebutikken lukkede efter at pladeselskabet lavede en ny aftale med Virgin Records, i forbindelse med kollektion nummer to. Aftalen indebar at cd'erne blev solgt i almindelig handel, hvorved grundlaget for butikken i Frederiksborggade forsvandt. 
Pladeselskabet lukkede igen allerede i 1999, efter kun to kollektioner. Lukningen skete på grundlag af et milliontab for stifterne. Salget endte med at være lavt på trods af meget positiv anmeldelser, i hvert fald af en del af udgivelserne.
I november 2013 blev samtlige udgivelser genudgivet digitalt takket være et initiativ fra streamingtjenesten WiMP